# Heinrich Sommer (Geistlicher)
Heinrich Sommer (* 3. Januar 1872 in Ahlen, Westfalen; † 18. April 1918 in Karlsruhe) war ein deutscher römisch-katholischer Geistlicher und Pionier der Behindertenarbeit.

## Leben und Wirken
Heinrich Sommer wurde am 5. Februar 1899 zum Priester im Erzbistum Paderborn geweiht. Auf dem Katholikentag des Jahres 1903 wurde er angeregt, in seiner sauerländischen Heimat etwas für die „Krüppelfürsorge“ zu tun. Ein Antrag im Caritasausschuss, die Errichtung von Anstalten für „krüppelhafte“ Kinder zu bedenken, hatte ihm den Anstoß gegeben, seine lang gehegten Pläne zu verwirklichen. Sein Ziel war die „Heilung, Pflege und gewerbliche Ausbildung verkrüppelter Personen“. Er erwarb ein Grundstück in Bigge/Kreis Brilon (heute Olsberg/Hochsauerlandkreis) und gründete am 15. August 1904 die Josefs-Gesellschaft und das Josefsheim Bigge. Verein und Einrichtung bestehen noch heute.
Heinrich Sommer gewann Conrad Freiherr von Wendt auf Schloss Schellenstein bei Bigge, den damals „sozialsten Adeligen Westfalens“, und dessen Frau Gertrud Agnes geborene von Galen, eine Schwester des „Löwen von Münster“ Clemens August Graf von Galen, für seine Pläne und prägte die Josefs-Gesellschaft als Rektor von 1904 bis 1912.
Durch seinen Bruder, der Drucker war, kam er an Gegenstände, die er für die Eröffnung einer Druckerei im Josefsheim benötigte. Mit zunächst sieben behinderten Mitarbeitern nahm die Werkstatt ihre Arbeit auf. Pfarrer Sommer war es vor allem wichtig, Behinderte adäquat pflegen zu lassen und für ihre berufliche Bildung zu sorgen.
Bald nach dem Josefsheim entstanden weitere Einrichtungen der Kranken- und Behindertenhilfe unter dem Dach der Josefs-Gesellschaft. Zu Sommers Lebzeit nahmen 1905 das Vinzenz-Heim in Aachen-Siegel und 1908 die Elisabeth-Klinik in Bigge die Arbeit auf.
Nach 1912 arbeitete Heinrich Sommer als Seelsorger in der Tochtereinrichtung Antoniushaus in Hochheim. Beerdigt wurde er, wie einige seiner Nachfolger, in der Hausleitung, in der Kirche der Gründungseinrichtung im Josefsheim Bigge.

## Würdigungen
Nach Heinrich Sommer sind das Heinrich-Haus in Neuwied-Engers, gegründet 1928, sowie die Straße in Olsberg benannt, in der Josefsheim und Elisabeth-Klinik liegen. Das Berufskolleg im Josefsheim und die Rehabilitationsklinik im Berufsförderungswerk Bad Wildbad tragen ebenfalls seinen Namen. Zudem ist auch eine Straße in seinem Geburtsort Ahlen nach ihm benannt.